# Hohhot
Hohhot (Chinees: 呼和浩特; pinyin: Hūhéhàotè), ook gespeld als Huhehot of Huhhot, is de hoofdstad van de autonome regio Binnen-Mongolië in de Volksrepubliek China. De naam is Mongools voor "Blauwe Stad". De stad is gesticht door Altan Khan.
Het bestuurlijke district van de gemeente Hohhot heeft een oppervlakte van 17.271 km² en een inwoneraantal van 3,45 miljoen, Dit resulteert in een bevolkingsdichtheid van 123,91 inwoners/km². 2,35 miljoen mensen wonen in de stad zelf (2020).
Veertien kilometer ten oosten van het stadscentrum bevindt zich de internationale luchthaven Hohhot Baita.

## Geschiedenis
De stad werd rond 1580 gesticht door Altan Khan. De Chinezen noemden de stad tot 1954 "Guisui" (歸綏 Guīsuī), een acroniem, gevormd door de eerste karakters van de stadsdelen Guihua (歸化) en Suiyuan (綏遠).

## Bestuurlijke eenheden
Het grote bestuursdistrict bestaat uit meerdere delen:
- Stadsdeel Huimin (回民区 = "Stadsdeel van de Hui"), 175 km², 220.000 inwoners;
- Stadsdeel Xincheng (新城区 = "Nieuwe stad"), 700 km², 320.000 inwoners;
- Stadsdeel Yuquan (玉泉区 = "Jadebron"), 213 km², 190.000 inwoners;
- Stadsdeel Saihan (赛罕区), 1.013 km², 360.000 inwoners;
- District Togtoh (托克托县), 1.313 km², 200.000 inwoners, hoofdstad: gemeente Shuanghe (双河镇);
- District Wuchuan (武川县), 4.885 km², 170.000 inwoners, hoofdstad: gemeente Hoho Ereg (可可以力更镇);
- District Horin Ger (和林格尔县), 3.401 km², 190.000 inwoners, hoofdstad: Chengguan (城关镇);
- District Qingshuihe (清水河县), 2.859 km², 140.000 inwoners, hoofdstad: gemeente Chengguan (城关镇);
- Linkse Tumedvendel (土默特左旗), 2.712 km², 350.000 inwoners, hoofdstad: gemeente Qasq (察素齐镇).

## Etnische onderverdeling
| Etnische groep | Inwoners  | Percentage |
| -------------- | --------- | ---------- |
| Han-Chinezen   | 2.115.888 | 88,42%     |
| Mongolen       | 204.846   | 8,56%      |
| Hui            | 38.417    | 1,61%      |
| Mantsjoes      | 26.439    | 1,1%       |
| Daur           | 2.663     | 0,11%      |
| Koreanen       | 1.246     | 0,05%      |
| Hmong          | 443       | 0,02%      |
| Tibetanen      | 422       | 0,02%      |
| Ewenken        | 377       | 0,02%      |
| Yi             | 367       | 0,02%      |
| Zhuang         | 327       | 0,01%      |
| Overige        | 1.460     | 0,06%      |

## Galerij

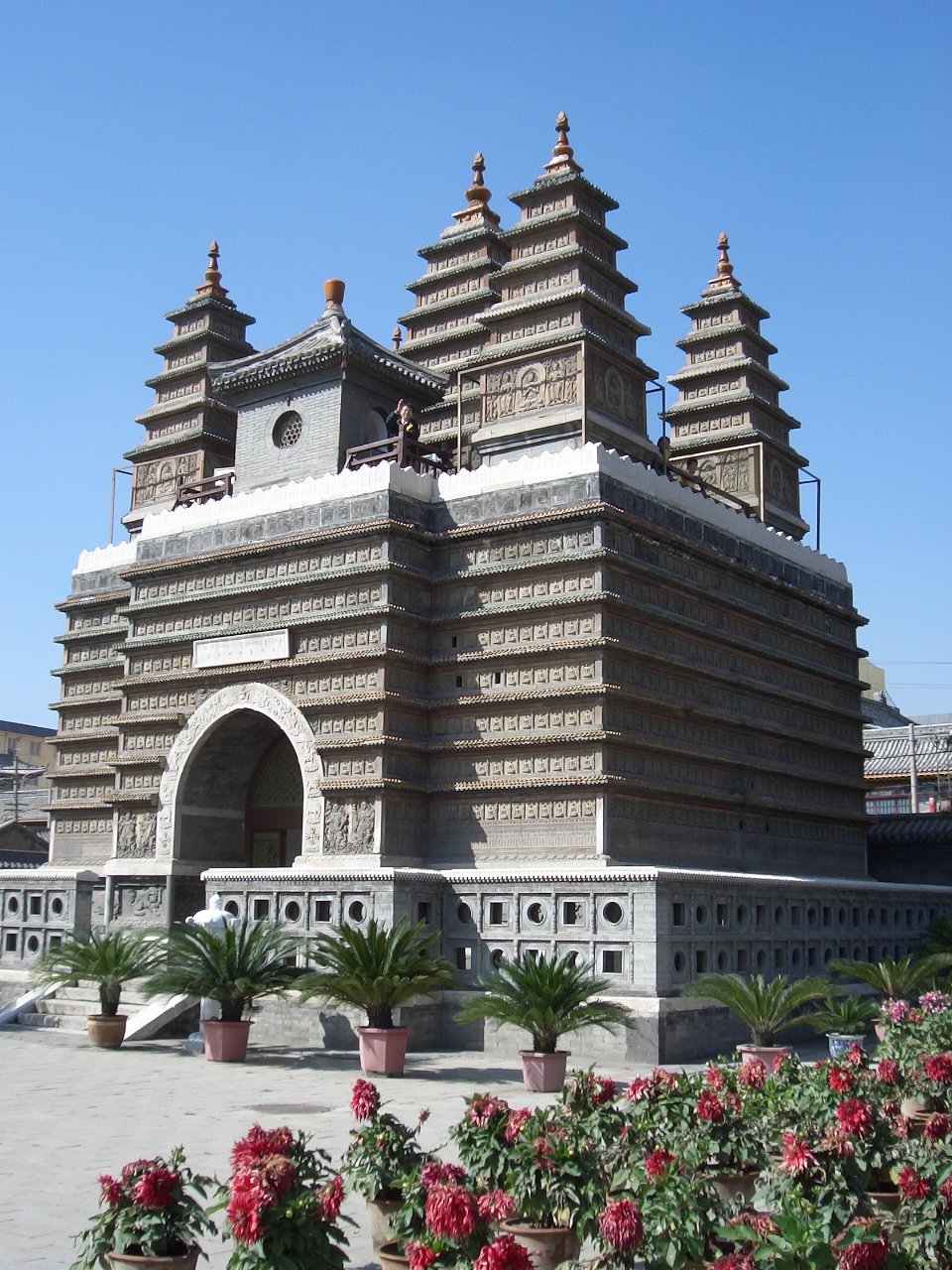
Tempel van de Vijf Pagodes
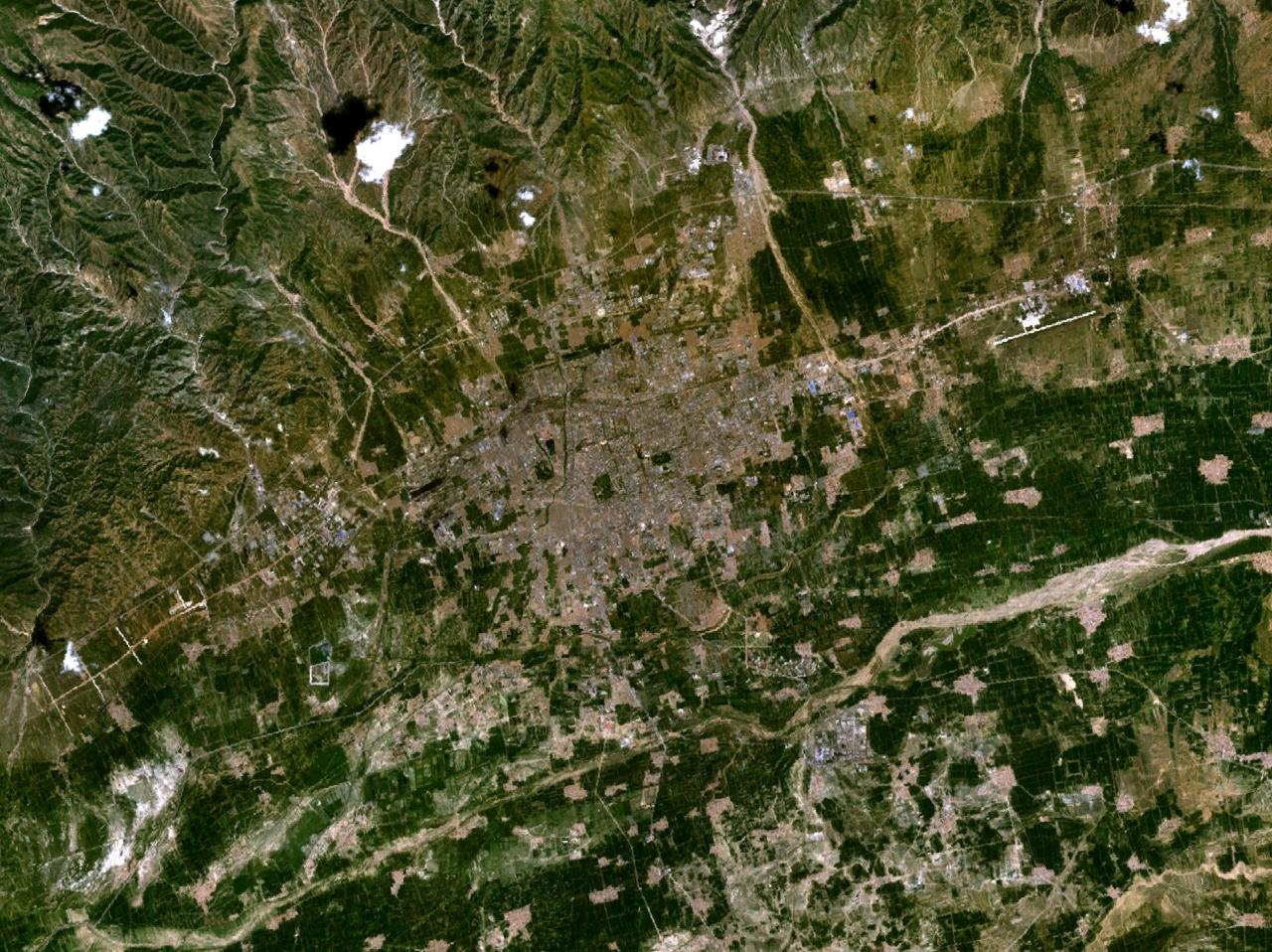
Satellietfoto van Hohhot